# Andrew Donald Booth
Andrew Donald Booth (Molesey, Reino Unido, 11 de febrero de 1918 - 29 de noviembre de 2009) fue un ingeniero eléctrico, físico y científico británico que dirigió el desarrollo temprano del tambor magnético para las computadoras e inventó el algoritmo de Booth. 
Booth se crio en Weybridge, Surrey, y estudió en The Haberdashers' Aske's Boys' School. En 1937, ganó una beca para estudiar matemáticas en el Jesus College, Cambridge. Booth dejó Cambridge sin graduarse, creando un desagrado hacia la matemática pura como objeto de estudio. A cambio, eligió graduarse en la Universidad de Londres.
De 1943 a 1945, Booth trabajó como físico matemático en el equipo de rayos X de la Asociación de Investigación de Productores de Caucho británicos (BRPRA) en Welwyn Garden City, Hertfordshire, obteniendo su doctorado en cristalografía de la Universidad de Birmingham en 1944. En 1945, se trasladó a Birkbeck (Universidad de Londres), donde su trabajo en el grupo de cristalografía le llevó a construir algunos de los primeros computadores en el Reino Unido incluyendo el APEXC, instalado inicialmente en la Asociación Británica de Investigación del Rayón. Booth fundó el Departamento de Automatización Numérica de Birkbeck y recientemente fue nombrado miembro de la universidad. También fue pionero en la realización de la traducción automática.
Booth se casó con la ingeniera de sistemas Kathleen HV Britten. Entre 1947 y 1953 produjeron tres computadoras juntos.
Booth sirvió como presidente de la Universidad de Lakehead a partir de 1972 hasta 1978.